# Ein Mädchen oder Weibchen
Ein Mädchen oder Weibchen wünscht Papageno sich (njem. "Djevojku ili ženicu želi si Papageno") arija je Papagena iz 5. scene drugog čina opere Čarobna frula Wolfganga Amadeusa Mozarta. Arija je napisana za bas, ali je uglavnom pjevaju baritoni. U ariji Papageno očajava zbog života bez žene i opisuje kakav bi bio život s njom.

## Kontekst
Mozart je operu Čarobna frula KV 620 počeo skladati u srpnju 1791. godine i većim ju je dijelom završio do rujna, kad je prekinuo rad da bi skladao naručenu operu Titovo milosrđe KV 621 i izveo je u Pragu. Po povratku iz Praga nastavio je raditi na "Čarobnoj fruli" i završio je dva dana pred premijeru, kad je u svoj katalog unio Uvertiru i Marš svećenika. Libreto na njemačkom jeziku napisao je Emanuel Schikaneder. Mozart je dirigirao praizvedbom 30. rujna 1791. godine u Beču, a Schikaneder je nastupio u ulozi Papagena.
Opera ima dva čina, s pet slika u prvom i devet slika u drugom činu. Stil opere je Singspiel, u kome se miješaju pjevani i govoreni dijalozi.
Kraljica noći dala je čarobnu frulu egipatskom princu Taminu i čarobne zvončiće njegovom pratiocu Papagenu da bi joj vratili navodno zatočenu kćer Paminu koja se nalazi kod svog oca, velikog svećenika Sarastra. Tamino, upoznavši se s idejama Sarastra, uviđa da je Kraljica noći zla i pomaže Sarastru da je uništi.
U završnici opere Papageno je očajan i sklon samoubojstvu jer još uvijek nema ženu. Pjeva svoju ariju u kojoj iskazuje želju za ženom, opisuje svoju žalost i kakav bi mu bio život kad bi imao ženu. Pritom zvoni magičnim zvončićima, na što se pojavljuje njegova Papagena.

## O glazbi
Orkestracija: 1 flauta, 2 oboe, 2 fagota, 2 roga, carillon, gudači
Tonalitet: F-dur
Arija se sastoji od 52 takta, a tekst od refrena i triju strofa. Tempo refrena je andante u 2/4 taktu, a ostalih strofa allegro u 6/8 taktu. Istaknuto glazbalo je carillon (Glockenspiel, zvončići), koje varira po strofama, a u posljednjoj strofi ulaze i puhači.
| njemački tekst | slobodan prijevod |
| --- | --- |
| (refren) Ein Mädchen oder Weibchen Wünscht Papageno sich! O so ein sanftes Täubchen wär' Seligkeit für mich! Dann schmeckte mir Trinken und Essen, dann könnt' ich mit Fürsten mich messen, des Lebens als Weiser mich freu'n, und wie im Elysium seyn. refren Ach kann ich denn keiner von allen den reizenden Mädchen gefallen? Helf' eine mir nur aus der Not, sonst gräm' ich mich wahrlich zu Tod'. refren Wird keine mir Liebe gewähren, so muss mich die Flamme verzehren, doch küsst mich ein weiblicher Mund, so bin ich schon wieder gesund. | (refren) Djevojku ili ženicu Papageno želi za sebe! Jedna nježna golubica bila bi blaženstvo za mene. Onda bi mi prijalo piće i jelo, Onda bih se mogao mjeriti s princem, kao mudrac uživati u životu, i biti kao u elizeju. refren Ah, zar se ne mogu dopasti nijednoj očaravajućoj djevojci? Pomozi makar jednom iz nužde, inače ću se zaista žalostiti do smrti. refren Ako mi nijedna neće dati ljubav mora me pojesti plamen, poljube li me pak ženske usne postat ću ponovo zdrav. |

## Utjecaj
Beethoven je 1796. godine skladao Dvanaest varijacija u F-duru na "Ein Mädchen oder Weibchen" op. 66.
Brojni basovi i baritoni imaju ariju na svom repertoaru. Nalazi se na mnogobrojnim trajnim zapisima i često izvodi na koncertima klasične glazbe.